# İlkay Gündoğan
İlkay Gündoğan (født 24. oktober 1990 i Gelsenkirchen) er en tysk professionel fodboldspiller der spiller som midtbanespiller hos La liga-klubben FC Barcelona
Han fik debut for Tysklands fodboldlandshold den 11. oktober 2011.

## Karriere
Gündoğan blev født i Gelsenkirchen, af tyrkisk-fødte forældre.. Han startede med at spille fodbold i 1993 i klubben SV Gelsenkirchen-Hessler 06. Her var han indtil 1998, hvor han skiftede til storklubben Schalke 04s ungdomsafdeling. Her var han kun én sæson, inden han returnedre til Gelsenkirchen-Hessler 06. Her blev det til fem sæsoner, inden han via et år i SSV Buer, i 2005 skiftede til VfL Bochum som 15-årig. Han var i Bochum indtil 2009, hvor han blandt andet nåede at spille to kampe for klubbens reservehold.
Som 18-årig, i januar 2009, skiftede İlkay Gündoğan til 2. Bundesligaklubben FC Nürnberg. Holdet sikrede sig i sommeren oprykning til landets bedste række, 1. Bundesliga. Gündoğans første mål for klubben kom 20. februar 2010 i en hjemmekamp mod Bayern München.
Den 5. maj 2011 blev det offentliggjort at Gündoğan skiftede til de tyske mestre fra Borussia Dortmund på en 4-årig kontrakt, gældende fra 1. juli samme år. I DFB-Pokal semifinalen mod SpVgg Greuther Fürth den 20. marts 2012 blev Gündoğan indskiftet, og han afgjorde kampen i det allersidste minut af den forlængede spilletid, og sendte Dortmund i finalen.
Barcelona
26. juni 2023 skrev Gündoğan en 2 år lang kontrakt med Barcelona indtil juni 2025.

### Landshold
Han debuterede 11. oktober 2011 for Tysklands fodboldlandshold, da han blev indskiftet i en EM-kvalifikationskamp mod Belgien. I maj 2012 blev han af landstræner Joachim Löw udtaget til Europamesterskabet i fodbold, der skulle spilles i Ukraine og Polen. Før dette havde han spillet 2 kampe for landsholdet, og 17 kampe for forskellige ungdomslandshold.

## Titler
FC Nürnberg
- Oprykning fra 2. Bundesliga (2009)

Borussia Dortmund
- DFB-Pokal vinder (2012)
- Tysk mester (2012)